# Václav Šimánek (politik KSČ)
Václav Šimánek (18. března 1902 – ???) byl český a československý politik Komunistické strany Československa a poúnorový poslanec Národního shromáždění ČSR.

## Biografie
V roce 1948 působil jako předseda Svazu zaměstnanců v dopravě na ÚRO v Praze.
Ve volbách roku 1948 byl zvolen do Národního shromáždění za KSČ ve volebním kraji Plzeň. V parlamentu zasedal do konce funkčního období, tedy do voleb roku 1954.